# Solesmes (Sarthe)
Solesmes /sɔˈlɛm/ è un comune francese di 1 434 abitanti situato nel dipartimento della Sarthe nella regione dei Paesi della Loira.
È sede dell'abbazia madre della Congregazione francese dell'Ordine di San Benedetto.

## Società

### Evoluzione demografica
Abitanti censiti

## Galleria d'immagini

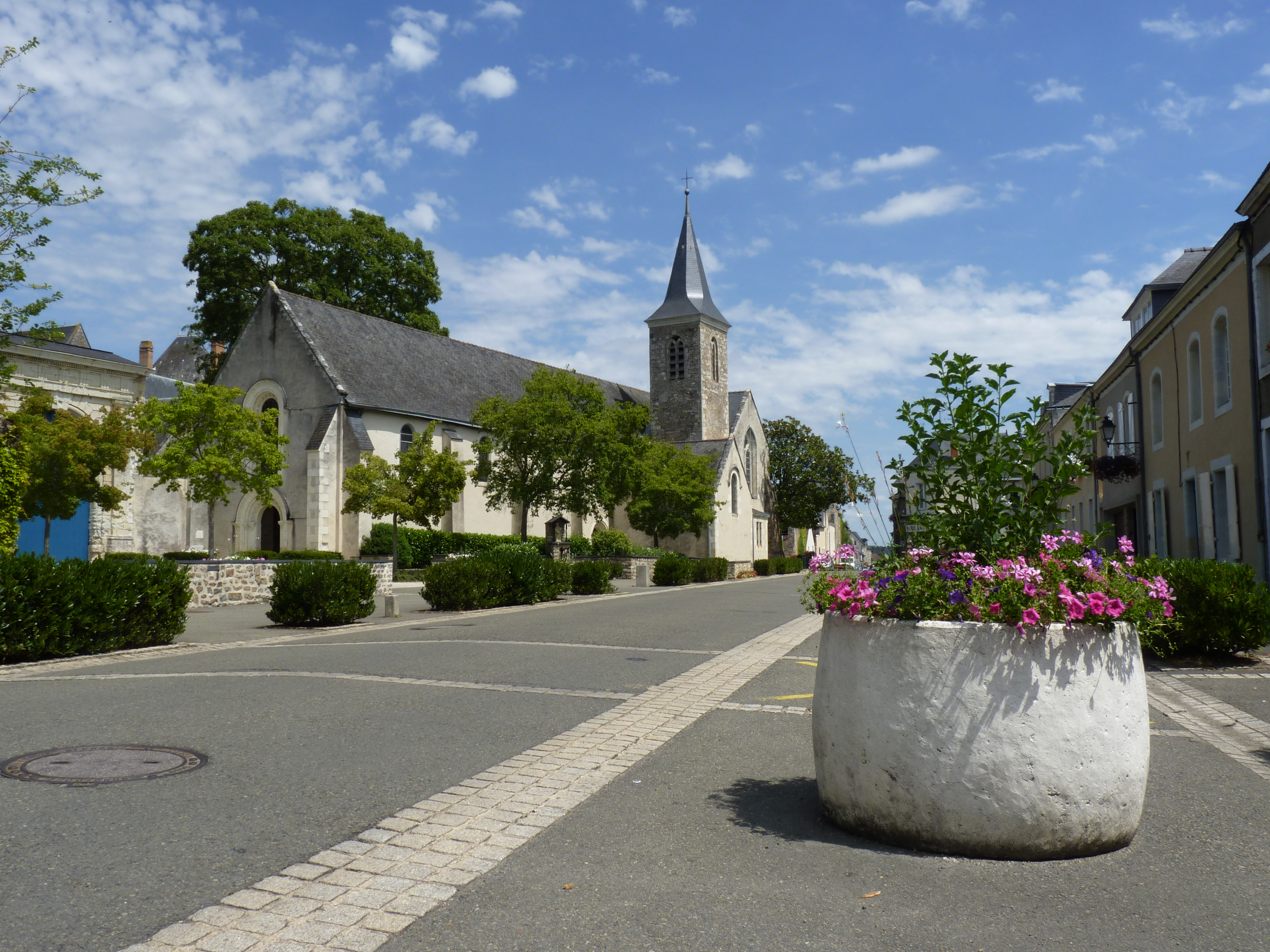
Chiesa parrocchiale
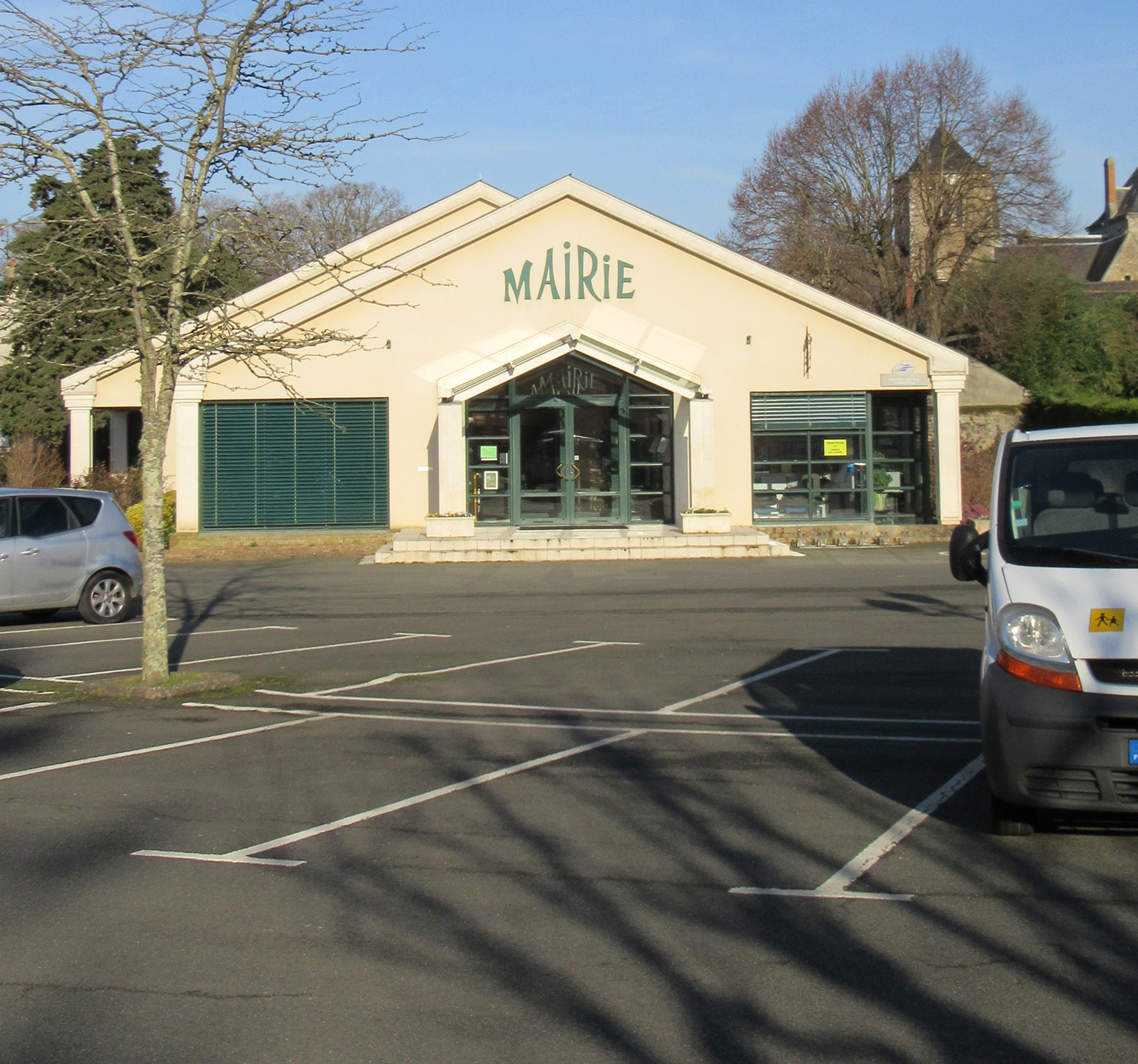
Municipio di Solesmes